# グランドメゾン杉並シーズン
グランドメゾン杉並シーズンは、東京都杉並区井草の西武バス練馬営業所の正面にあるマンションである。
新築時、設計・施工・販売は長谷工グループが携わった。又、国土交通大臣指定の第三者機関が客観的に性能評価を実施する住宅性能表示制度を導入。｢設計住宅性能評価書｣｢建設住宅性能評価書｣を取得している。

## マンション内の施設
多種多彩な共用施設から成る『シーズンスクエア』。カフェラウンジ・パーティールーム・キッズルーム・ゲストルーム・シアタールーム・ワークスペース・無人販売所等。生ゴミをその場で処理するディスポーザー、足元から室内全体を暖めるTES温水式床暖房、スロップシンク・ワイド浴槽・浄水器等標準装備。使いやすさや快適さを重視して建設されている。24時間365日の有人管理システム・24時間遠隔監視システムを導入。防犯・防災のため、日中及び夜間も監視と警備が行われる。